# АФЦ Југ
АФЦ Југ (енгл. AFC South) или Јужна дивизија Америчке фудбалске конференције (енгл. The American Football Conference South Division), је једна од четири дивизије АФЦ-а. Настала је 2002. године.

## Клубови
У Дивизији Југ наступа четири клуба.
Највише победа у оквиру дивизије имају Индијанаполис колтси - пет, а следе их Тенеси тајтанси са два.